# Landskrona (gemeente)
Landskrona is een Zweedse gemeente in Skåne. De gemeente behoort tot de provincie Skåne län. Ze heeft een totale oppervlakte van 302,5 km² en telde 39.039 inwoners in 2004.

## Plaatsen
Landskrona (stad) - Häljarp - Glumslöv - Asmundtorp - Saxtorpsskogen - Härslöv - Annelöv - Kvärlöv - Axeltofta - Saxtorp
Ängelholm · Åstorp · Båstad · Bjuv · Bromölla · Burlöv · Eslöv · Hässleholm · Helsingborg · Höganäs · Höör · Hörby · Kävlinge · Klippan · Kristianstad · Landskrona · Lomma · Lund · Malmö · Örkelljunga · Osby · Östra Göinge · Perstorp · Simrishamn · Sjöbo · Skurup · Staffanstorp · Svalöv · Svedala · Tomelilla · Trelleborg · Vellinge · Ystad